# Soul Plane
Soul Plane ist eine US-amerikanische Filmkomödie aus dem Jahr 2004 mit Kevin Hart und Tom Arnold in den Hauptrollen.

## Handlung
Nachdem Nashawn Wade in einer Flugzeugtoilette feststeckte und sein Hund durch einen Crew-Fehler starb, verklagte Nashawn die Fluggesellschaft und erhielt eine Entschädigung in Höhe von 100 Millionen US-Dollar vom Gericht zugesprochen. Das Geld nutzt er um seine eigene Fluggesellschaft zu gründen, die NWA (Nashawn Wade Airlines). Dabei verwendet die Gesellschaft auch das Logo der Rap-Gruppe N.W.A als eigenes Logo. Die Fluggesellschaft empfiehlt sich vor allem für Afroamerikaner und die Hip-Hop-Kultur. Das Terminal am Flughafen wird Malcolm-X-Terminal genannt. Das Flugzeug, eine stark modifizierte Boeing 747-200, individualisiert mit Low-Rider Hydraulik, Spinnern, Blended Winglets für mehr Reichweite und einem Danceclub mit Bars. Das Sicherheitsvideo ist eine Parodie des Destiny’s-Child-Songs Survivor. Der Flug startete vom Flughafen LAX am späten Abend. Doch während des ersten Flugs der Fluggesellschaft, hat Nashawn mit einer Vielzahl von Problemen zu kämpfen. Sein Pilot hat Höhenangst und hat im Gefängnis das Fliegen an Simulatoren erlernt. Nashawn ist verwundert und will den Piloten durch den Copiloten Gaeman ersetzen lassen. Daraufhin zeigt der Pilot Nashawn ein Foto, auf dem Mack mit Talibananhängern zu sehen ist. In der Zwischenzeit hat Nashawns Cousin Muggsey die Business Class in ein Miniatur-Casino und Striplokal umgebaut, worüber Nashawn und dessen Ex-Freundin nicht glücklich sind. Die Familie Hunkee, die vier einzigen Hellhäutigen im Flugzeug, scheint auch Probleme zu haben. Die Tochter plant angeblich mit der bald neu gewonnenen Freiheit das Trinken und den Sex, dabei brüllt sie ihrem Vater einige Sexstellungen und -aktivitäten an den Kopf, als dieser sie darauf hinweist, dass sie noch nicht volljährig ist. Sein Sohn hat sich von einer Kopie seines Vaters in ein Duplikat verwandelt und benimmt sich wie ein Wigger. Hunkees Frau hat während des Flugs zunehmend Interesse an schwarzen Männer. Der Pilot stirbt nach dem Verzehr von Pilzen, die der Copilot verwendet, um seine Filzläuse zu beruhigen. Nashawn findet den Copiloten im Whirlpool und übergibt ihm das Kommando. Beim Aussteigen aus dem Whirlpool stürzt er und bricht sich das Genick. Nashawn ist nun gezwungen das Flugzeug selbst zu landen, obwohl er unfähig ist, einen Notruf abzusetzen. Nashawn landet das Flugzeug sicher im Central Park, wobei ihm die Stewardess Blanca geholfen hat. Nashawn kommt anschließend wieder mit seiner Ex-Freundin Giselle zusammen. Nashawn hatte sich von ihr getrennt, weil er nicht wollte, dass sie ihre Ausbildung abbricht. Der Film endet mit einer großen Party in der Disko im oberen Teil des Flugzeugs.

## Produktion
Das Budget für Soul Plane betrug 16 Millionen US-Dollar. Die Dreharbeiten begannen am 23. Juni 2003 und wurde in Los Angeles, Kalifornien durchgeführt. Am Eröffnungswochenende spielte der Film 7 Millionen US-Dollar ein. Der Film wird von Metro-Goldwyn-Mayer vertrieben.

## Veröffentlichungen
Im nordamerikanischen Raum erschien der Film am 24. Mai 2004 in den Kinos. In Großbritannien am 27. August, am 8. September in den Vereinigten Arabischen Emiraten. In Deutschland erschien Soul Plane am 28. Oktober 2004 in den Kinos. In den Niederlanden, Finnland, Argentinien und Ungarn wurde der Film auf DVD veröffentlicht.

## Rezeption
Soul Plane erhielt eher schlechtere Bewertungen. Bei metacritic erreichte der Film eine metascore von 33, in der IMDb steht der Film bei 4,2 von 10 Punkten und Filmstarts vergab einen von 5 Sternen.

## Deutsche Synchronfassung
Die deutsche Synchronbearbeitung entstand bei der FFS Film- & Fernseh-Synchron in Berlin. Andreas Pollak schrieb das Dialogbuch, Sven Hasper führte Dialogregie.
| Darsteller            | Deutscher Sprecher   | Rolle                   |
| --------------------- | -------------------- | ----------------------- |
| Kevin Hart            | Marcel Collé         | Nashawn Wade            |
| Tom Arnold            | Helmut Gauß          | Elvis Hunkee            |
| Snoop Dogg            | Jan-David Rönfeldt   | Kapitän Mack            |
| Method Man            | Tobias Kluckert      | Muggsy                  |
| K.D. Aubert           | Tanja Geke           | Giselle                 |
| Godfrey               | Stefan Gossler       | Gaeman                  |
| Brian Hooks           | Torsten Michaelis    | DJ                      |
| D.L. Hughley          | Björn Schalla        | Johnny the Bathroom Guy |
| Arielle Kebbel        | Maria Koschny        | Heather Hunkee          |
| Loni Love             | Heidrun Bartholomäus | Shanlee                 |
| Mo'Nique              | Martina Treger       | Jamiqua                 |
| Sofía Vergara         | Bianca Krahl         | Blanca                  |
| Missi Pyle            | Andrea Solter        | Barbara                 |
| Gary Anthony Williams | Stefan Krause        | Flame                   |
| John Witherspoon      | Michael Telloke      | Blinder Mann            |
| Richard T. Jones      | Tom Vogt             | False Denzel            |
| Chemin Martinez       | Dennis Schmidt-Foß   | Bartender               |
| Dwayne Adway          | Charles Rettinghaus  | Jerome                  |